# V (album, Wavves)
V je páté studiové album americké rockové skupiny Wavves. Vyšlo v říjnu roku 2015 (vydavatelství Ghost Ramp a Warner Bros. Records) a jeho producentem byl Woody Jackson. Vedle členů kapely se na nahrávce podílelo několik dalších hudebníků, mezi něž patří také bubeník Deantoni Parks. Obsahuje celkem jedenáct písní. V hitparádě Billboard 200 se umístilo na 133. příčce.

## Seznam skladeb
| Pořadí | Název             | Délka |
| ------ | ----------------- | ----- |
| 1.     | Heavy Metal Detox | 3:17  |
| 2.     | Way Too Much      | 2:34  |
| 3.     | Pony              | 2:56  |
| 4.     | All the Same      | 1:56  |
| 5.     | My Head Hurts     | 2:50  |
| 6.     | Redlead           | 3:30  |
| 7.     | Heart Attack      | 2:24  |
| 8.     | Flamezesz         | 2:25  |
| 9.     | Wait              | 2:33  |
| 10.    | Tarantula         | 3:20  |
| 11.    | Cry Baby          | 3:12  |